# Diana Miller
Diana Miller (18 de marzo de 1902 – 18 de diciembre de 1927) fue una actriz estadounidense de la época del cine mudo. 

## Resumen biográfico
Nacida en Seattle, Washington, Miller entró en el cine con la ayuda del actor Wallace Reid. Trabajó cinco años para la compañía Famous Players-Lasky, antes de perder su trabajo y entrar en Fox Film Company. En esa época se encontraba sin dinero y tuvo que trabajar como extra. En 1925 Miller había actuado en nueve filmes para Fox films. 
La primera actuación de Miller fue en Honor Among Men (1924). Actuó como a Celeste en She Wolves (1925), antes de trabajar en The Kiss Barrier (1925), película interpretada por Edmund Lowe. Sus últimos papeles llegaron con The Fighting Heart (1925), When The Door Opened (1925) y The Cowboy and the Countess (1926). 
Diana Miller estuvo casada con el director y productor George Melford, y falleció a los 25 años de edad, en 1927, en Monrovia, California, a causa de una hemorragia pulmonar secundaria a una tuberculosis.

## Filmografía
| Año  | Título                      | Papel                  | Observaciones                  |
| ---- | --------------------------- | ---------------------- | ------------------------------ |
| 1924 | Honor Among Men             | Condesa Zara De Winter |                                |
| 1924 | Flames of Desire            | Marion Vavasour        |                                |
| 1924 | Curlytop                    | Bessie                 |                                |
| 1925 | The Hunted Woman            | Marie                  |                                |
| 1925 | She Wolves                  | Céleste                |                                |
| 1925 | The Rainbow Trail           | Anne                   |                                |
| 1925 | The Kiss Barrier            | Suzette                |                                |
| 1925 | Every Man's Wife            | Emily                  |                                |
| 1925 | All Abroad                  | Gaby Renee             |                                |
| 1925 | The Fighting Heart          | Helen Van Allen        | Otro título: Once to Every Man |
| 1925 | When the Door Opened        | Sirena                 |                                |
| 1926 | The Cowboy and the Countess | Nanette                |                                |